# Мостовое (Веселиновский район)
Мостовое (укр. Мостове) — посёлок в Веселиновском районе Николаевской области Украины.
Население по переписи 2001 года составляло 2 человека. Почтовый индекс — 57020. Телефонный код — 5163.

## Местный совет
57020, Николаевская обл., Веселиновский р-н, с. Николаевка, ул. Одесская, 35